# Port lotniczy Bayamo
Port lotniczy Bayamo (IATA: BYM, ICAO: MUBY) – port lotniczy położony w Bayamo, w prowincji Granma, na Kubie.